# Dypsis anjae
Espèce
Statut de conservation UICN

 CR B1ab(iii)+2ab(iii) : 
En danger critique
Dypsis anjae est une espèce rare de palmiers (Arecaceae), endémique de Madagascar. En 2012 elle est considérée par l'IUCN comme une espèce en danger critique d’extinction.

## Répartition et habitat
Cette espèce endémique de Madagascar est présente entre 500 et 600 m d'altitude. Elle pousse dans la forêt tropicale humide de basse altitude avec une pente douce.